# Mattias Samuelsson
Mattias Samuelsson (Filadelfia, Pensilvania, 14 de marzo de 2000) es un jugador profesional estadounidense de hockey sobre hielo que se desempeña en la posición de defensor izquierdo en Buffalo Sabres, equipo de la National Hockey League (NHL).

## Carrera
Fue seleccionado en la segunda ronda en la NHL Entry Draft de 2018. En 2020 hizo su debut profesional con el equipo Buffalo Sabres, donde lleva jugando cuatro temporadas.